# Heiligenhafen

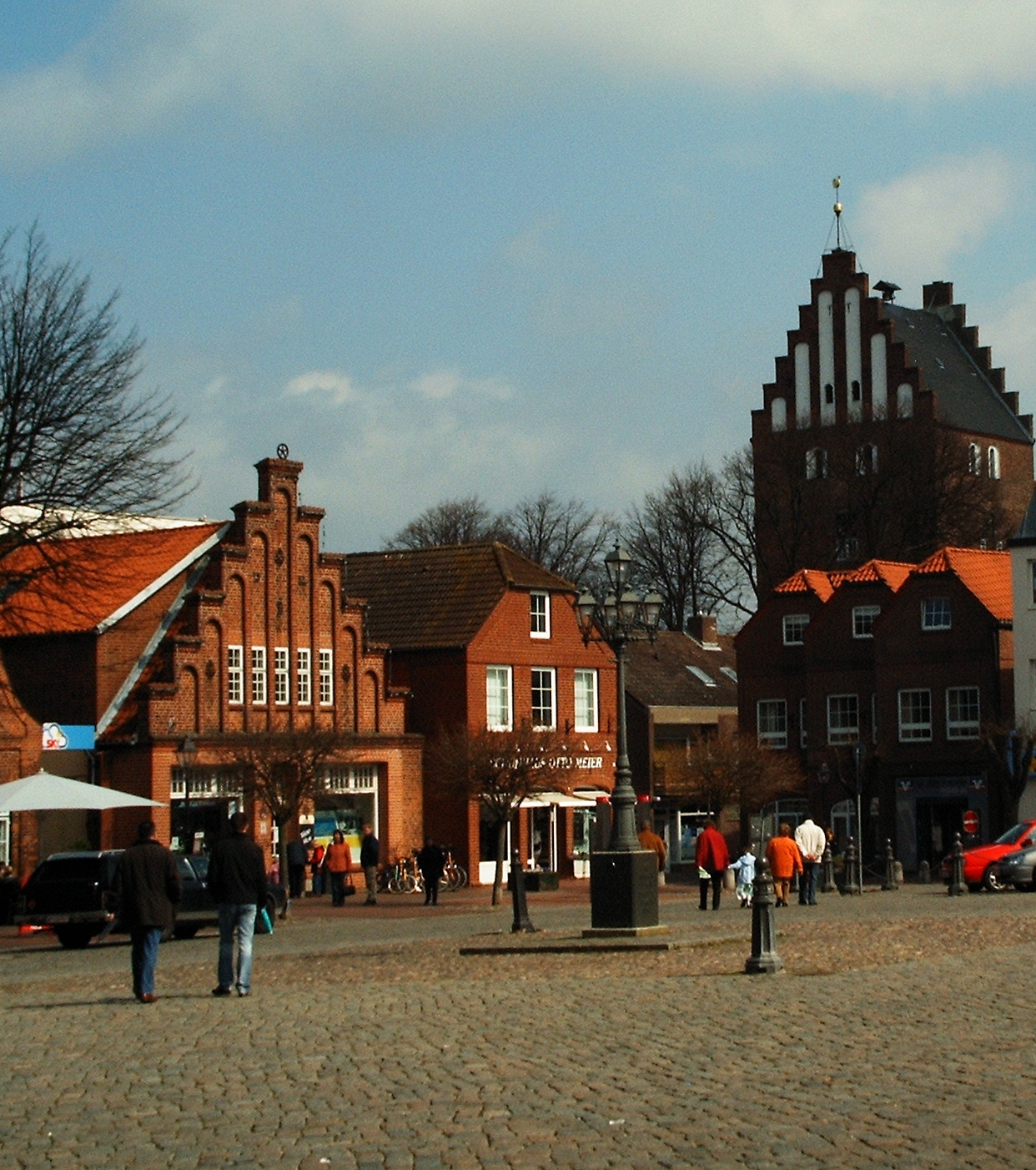
Marktplatz und Turm der Stadtkirche

Heiligenhafen (plattdeutsch: Hilligenhaven) ist eine Kleinstadt im Kreis Ostholstein, Schleswig-Holstein, auf der östlichen Spitze der Halbinsel Wagrien an der Ostsee.

## Geographie
Der Ortskern liegt an einer Bucht (deren künstlich abgetrennter Teil als Binnensee bezeichnet wird, jedoch Zugang zur Ostsee hat), die durch eine vorgelagerte Landzunge, bestehend aus Steinwarder und Graswarder, von der Ostsee getrennt ist. Der Graswarder ist Vogelschutzgebiet. Westlich des Ortes befindet sich eine Steilküste. Zu Heiligenhafen gehören die Ortsteile Ortmühle und Strandhusen.

## Geschichte
Heiligenhafen wurde in den schriftlichen Quellen des 13. Jahrhunderts bereits mehrfach erwähnt.  Eine einwandfreie Deutung des Namens, der über die Jahre einige Wandlungen erfahren hat, ist bis heute nicht gelungen.
Über die erstmalige Verleihung der Stadtrechte gibt es keine exakten Quellen. Urkundlich nachweisbar wurde Heiligenhafen 1305 durch den Grafen Gerhard II. auf seinem Schloss in Grube mit dem „Lübschen Rechte“ belehnt. Danach galten die Heiligenhafener als Bürger und konnten im Gegensatz zu der im Umland wohnenden Bevölkerung nach eigenem Recht richten.
Die Stadt litt 1320 unter einer Überschwemmung. Fünf Jahre später, als Graf Johann III. den Heiligenhafenern durch eine Urkunde die Erlaubnis über die zollfreie Ausfuhr ihrer Erzeugnisse gab, blühte die Stadt auf. Sie wurde Hauptausfuhrhafen des Oldenburger Landes. Durch das verliehene Marktrecht durfte sich die Stadt ein Stadtsiegel geben, das heute noch das Stadtwappen und die Stadtflagge ziert.
Im Jahre 1391 brannte die Stadt bis auf acht Häuser nieder. Im Jahre 1428 wurde sie von dem Dänenkönig Erik VII. zerstört, aber bald wieder aufgebaut. Die folgende ruhige und stetige Aufwärtsentwicklung wurde durch den Dreißigjährigen Krieg unterbrochen. So musste Heiligenhafen, das inzwischen als sogenannter „königlicher Anteil“ an Holstein direkt dem dänischen König unterstellt war, 1625 wegen der wachsenden Not das 1437 erworbene Dorf Klaustorf wieder verkaufen. Von 1627 bis 1630 wütete die Pest und brachte die kleine Stadt an den Rand des Ruins. Auch die folgenden Jahrzehnte brachten durch Brände und Sturmfluten neues Leid über die Bevölkerung. Erst ab 1720 zog wieder Frieden ein.
Die Kriege um Schleswig-Holstein haben Heiligenhafen nur am Rande berührt. 1938 wurde Heiligenhafen Garnisonsstadt, am westlichen Stadtrand wurden hierfür ab 1935 umfangreiche Kasernenanlagen errichtet, die nach 1945 als Krankenhaus genutzt wurden. Nach dem Zweiten Weltkrieg wurde die wagrische Halbinsel von den britischen Besatzungstruppen zum Gefangenengebiet erklärt und die gefangenen deutschen Soldaten wurden in Kasernen und Scheunen gesperrt. Um die Flucht der Soldaten zu verhindern, wurden die Boote der Heiligenhafener Fischer auf die Reede gefahren und dort versenkt.
Durch den Flüchtlingsstrom aus den ehemaligen Deutschen Ostgebieten stieg die Einwohnerzahl Heiligenhafens sprunghaft von 3500 auf 10.700 an. Bürgermeister und Stadtverordnete standen vor der Aufgabe, für die in großen Barackenlagern untergebrachten Flüchtlinge und Vertriebenen neue Wohnungen zu schaffen. Durch Programme, die vom Bund, Land und Kreis unterstützt wurden, entstanden neue Wohnhäuser und der Siedlungsbereich der Stadt dehnte sich erheblich aus. Der Altstadtbereich mit seinen Straßenzügen und dem Markt blieb weitgehend in seiner ursprünglichen Form erhalten. Ab den 1970er Jahren begann die verstärkte touristische Erschließung der Stadt u. a. mit der Errichtung des Ferienzentrums und der Bebauung des Steinwarder.

## Politik

### Stadtvertretung
| Stadtvertretungswahl Heiligenhafen 2023 %403020100 32,7 %30,4 %15,5 %12,6 %8,7 %n. k. %n. k. %n. k. % BfHaCDUSPDGrüneTÖPFDPBisSEB BoldthGewinne und Verlusteim Vergleich zu 2018 %p 14 12 10 8 6 4 2 0 −2 −4 −6 −8−10−12+13,2 %p± 0,0 %p−4,4 %p+2,4 %p+8,7 %p−10,9 %p−8,6 %p−0,6 %pBfHCDUSPDGrüneTÖPFDPBisSEB BoldtAnmerkungen:a Bürger für Heiligenhafenh Einzelbewerber Niclas Boldt | Sitzverteilung in der Stadtvertretung Heiligenhafen seit 2023Insgesamt 19 Sitze - SPD: 3 - Grüne: 2 - TÖP: 2 - BfH: 6 - CDU: 6 |

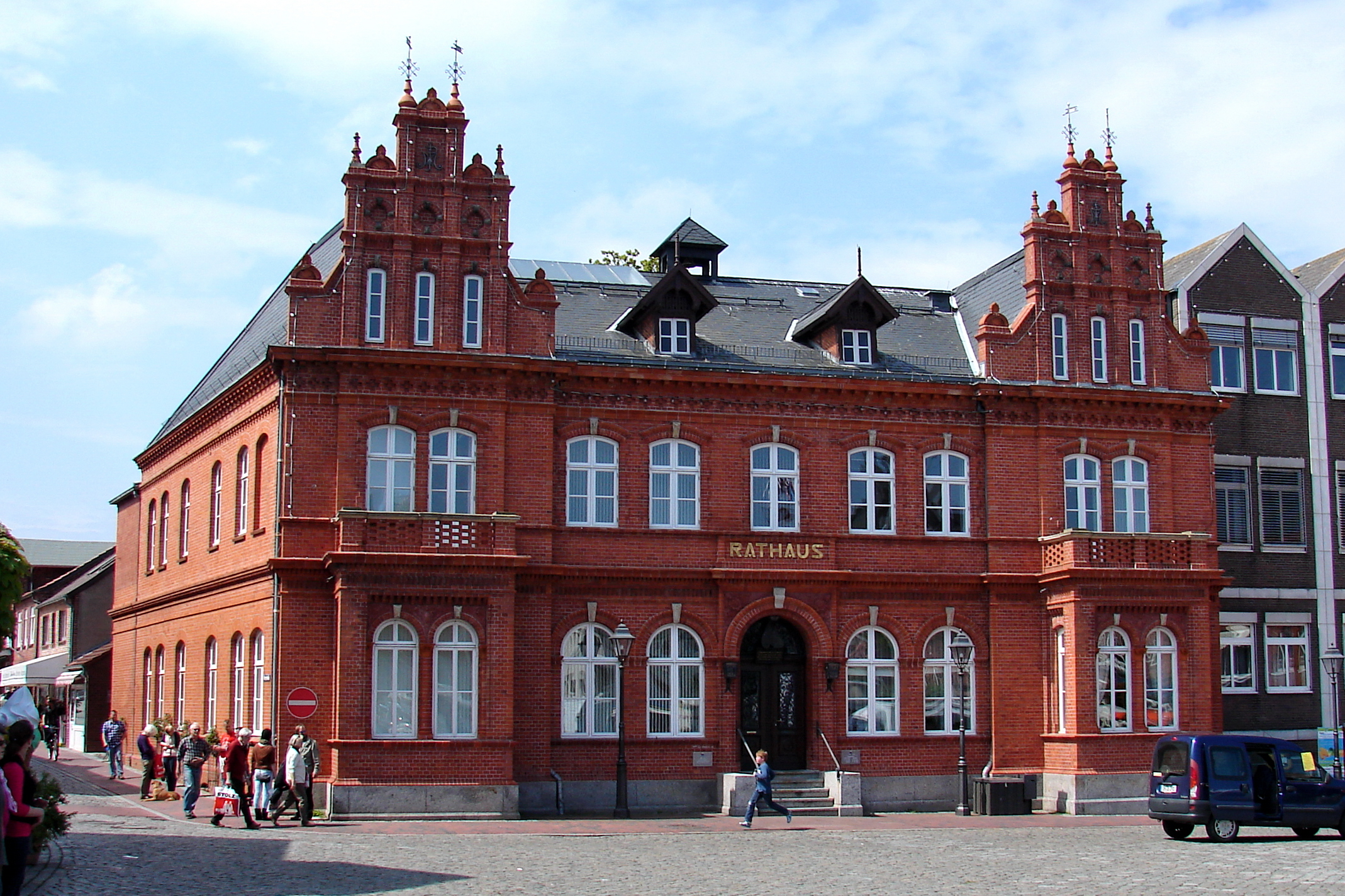
Rathaus von Heiligenhafen

- Seit der Kommunalwahl am 25. Mai 2008 hatten die CDU sechs, die SPD und die Wählergemeinschaft BfH (Bürger für Heiligenhafen) je fünf, die Grünen zwei und die FDP einen Sitz.
- Bei den Kommunalwahlen am 26. Mai 2013 kamen CDU und SPD auf je sechs Sitze. Auf die Grünen entfielen zwei Sitze. Die FDP erhielt einen Sitz und die BfH vier Mandate. Auffällig war die hohe Zahl der ungültigen Stimmen, sie betrug 9,5 Prozent der abgegebenen Stimmen.
- Bei den Kommunalwahlen am 6. Mai 2018 zog zusätzlich die Bewegung im städtischen System (BisS) in die Stadtvertretung ein.

### Wappen
Blasonierung: „In Silber über silbernen und blauen Wellen, in denen vier silberne Fische paarweise übereinander schwimmen, eine durchgehende rote Quadermauer; darauf sechs aneinandergereihte rote Giebelhäuser mit Toren und Uhlenloch, das zweite und fünfte besteckt mit einer roten Fahne, darin ein silbernes Nesselblatt; zwischen den Fahnen ein roter Schild mit silbernem Nesselblatt.“
Das Wappenbild geht auf das historische Stadtsiegel Heiligenhafens zurück. In Siegelformen späterer Zeit wechselt die Anzahl der Giebelhäuser, auch wurden die Fische im Schildfuß weggelassen. Bei der Feststellung des Wappens in den 1930er und 50er Jahren wurde das Siegelbild auf die älteste bekannte Fassung zurückgeführt. Zu einer Genehmigung kam es dabei offenbar nicht; doch benutzt die Stadt seit Mitte der 50er Jahre die seinerzeit gestaltete, in der Beschreibung festgehaltene Wappenform. Die Stadt wurde zwischen 1249 und 1259 von den Grafen von Holstein, vermutlich unter Verleihung des lübischen Rechts, gegründet. Die Haupterwerbszweige der Einwohner, Handel und Fischerei, begünstigt durch die Lage an der Ostsee, werden durch die Kaufmannshäuser und durch die Fische im Wappenbild vorgestellt. Die Stadtherrschaft der Grafen von Holstein wird durch das dreifache Zitat des Nesselblattes besonders hervorgehoben. Mit ihren Städtegründungen, neben Heiligenhafen etwa Kiel, Neustadt und Oldenburg, wollten die schauenburgischen Landesherren ein Gegengewicht gegen die Monopolstellung Lübecks setzen. Der Boden Heiligenhafens ist reich an Altertümern. Der Name könnte demzufolge auf ein ehemaliges heidnisches Heiligtum zurückgehen. Die Farben des Wappens sind die des Landes.
Das Wappen wurde von dem Brunsbütteler Heraldiker Willy „Horsa“ Lippert gestaltet.

### Flagge
Die Flagge wurde am 27. August 1987 genehmigt.
Auf weißem Flaggentuch die Figuren des Stadtwappens in flaggengerechter Tingierung, leicht aus der Mitte zur Stange hin verschoben, soweit sie nicht wie Wellen und Mauer von Flaggenrand zu Flaggenrand durchgehen.

### Städtepartnerschaften
Heiligenhafen ist mit Rerik (Mecklenburg-Vorpommern) und der Maribo Kommune (Dänemark) durch Partnerschaften verbunden.

## Kultur und Sehenswürdigkeiten
Die Große Bürgergilde zu Heiligenhafen von 1253 gehört zu den ältesten Gilden Deutschlands und feiert jährlich im Juni das sogenannte „Gildefest“.
Im Heimatmuseum Heiligenhafen wird ein historischer Einblick in die Stadtgeschichte Heiligenhafens gewährt.
Etwas außerhalb von Heiligenhafen befinden sich die als Naturdenkmal geschützten bronzezeitlichen Grabhügel Struckberg und Tweltenberge.

### Bauwerke
Den Mittelpunkt der Stadt bildet der Altstadtbereich mit der über 750 Jahre alten Stadtkirche, dem 1992 neu gestalteten Marktplatz mit dem als Wohnhaus gebauten Rathaus von 1882 und den Bürgerhäusern, die zum Teil im Rahmen der Städtebauförderung saniert worden sind. Dieser Altstadtbereich wird in West-Ost-Richtung durch die Bergstraße und den Thulboden und in Süd-Nord-Richtung durch die Mühlenstraße und die Brückstraße getrennt. Im Ortskern und im Bereich des Hafens findet man gut erhaltene Häuser aus vergangenen Jahrhunderten.

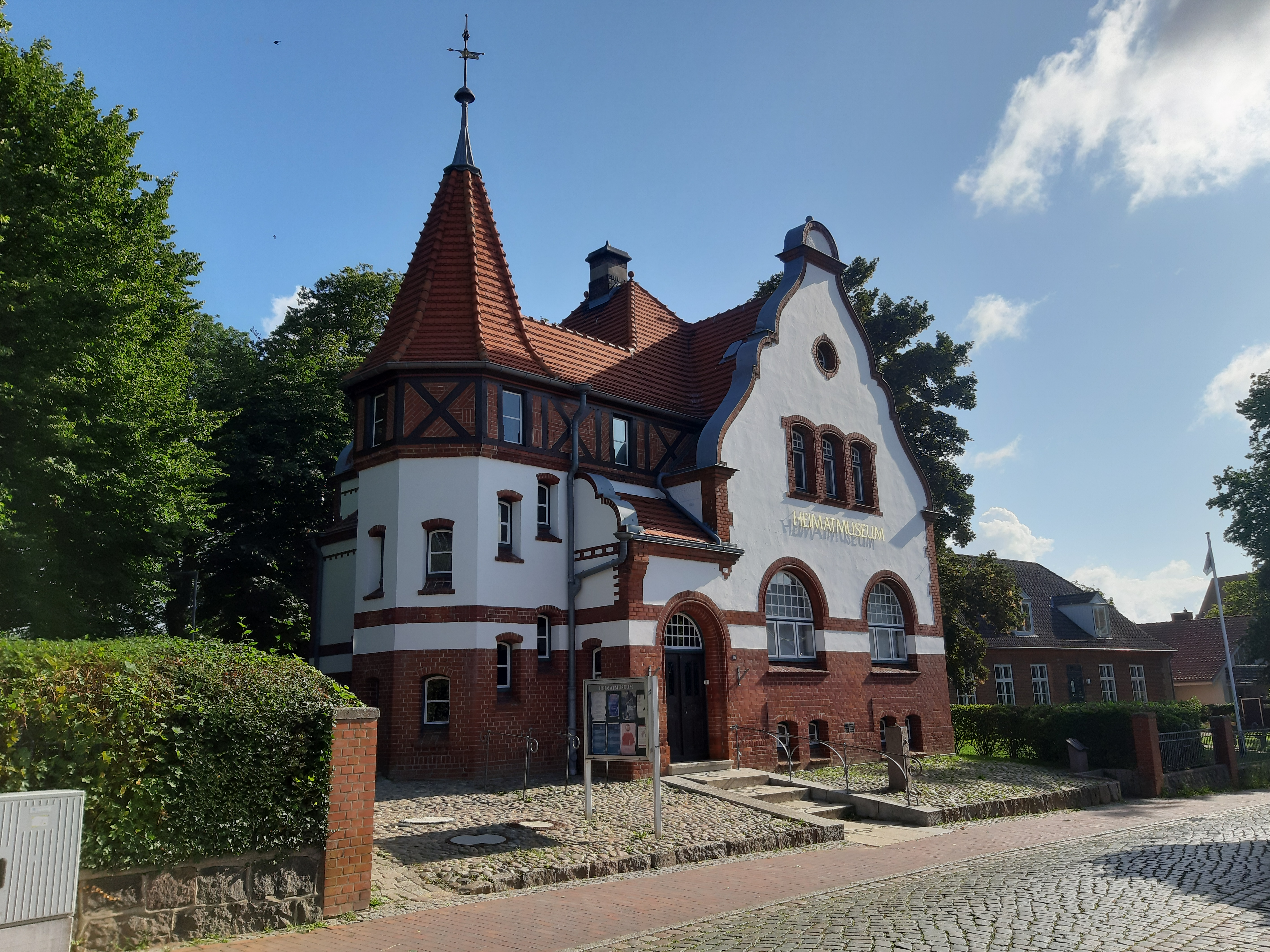
Heimatmuseum, 1904 als städtische Spar- und Leihkasse erbaut
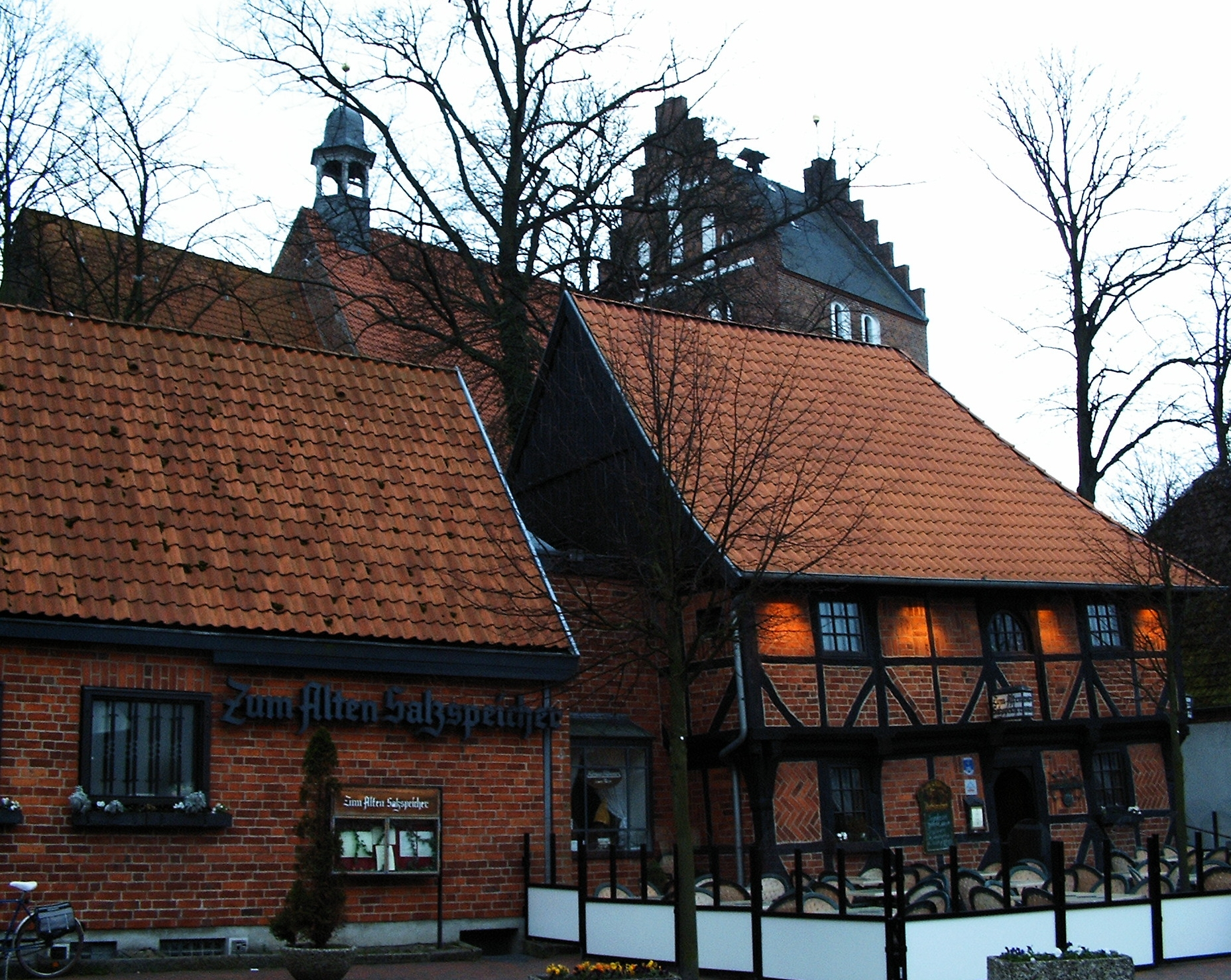
Alter Salzspeicher
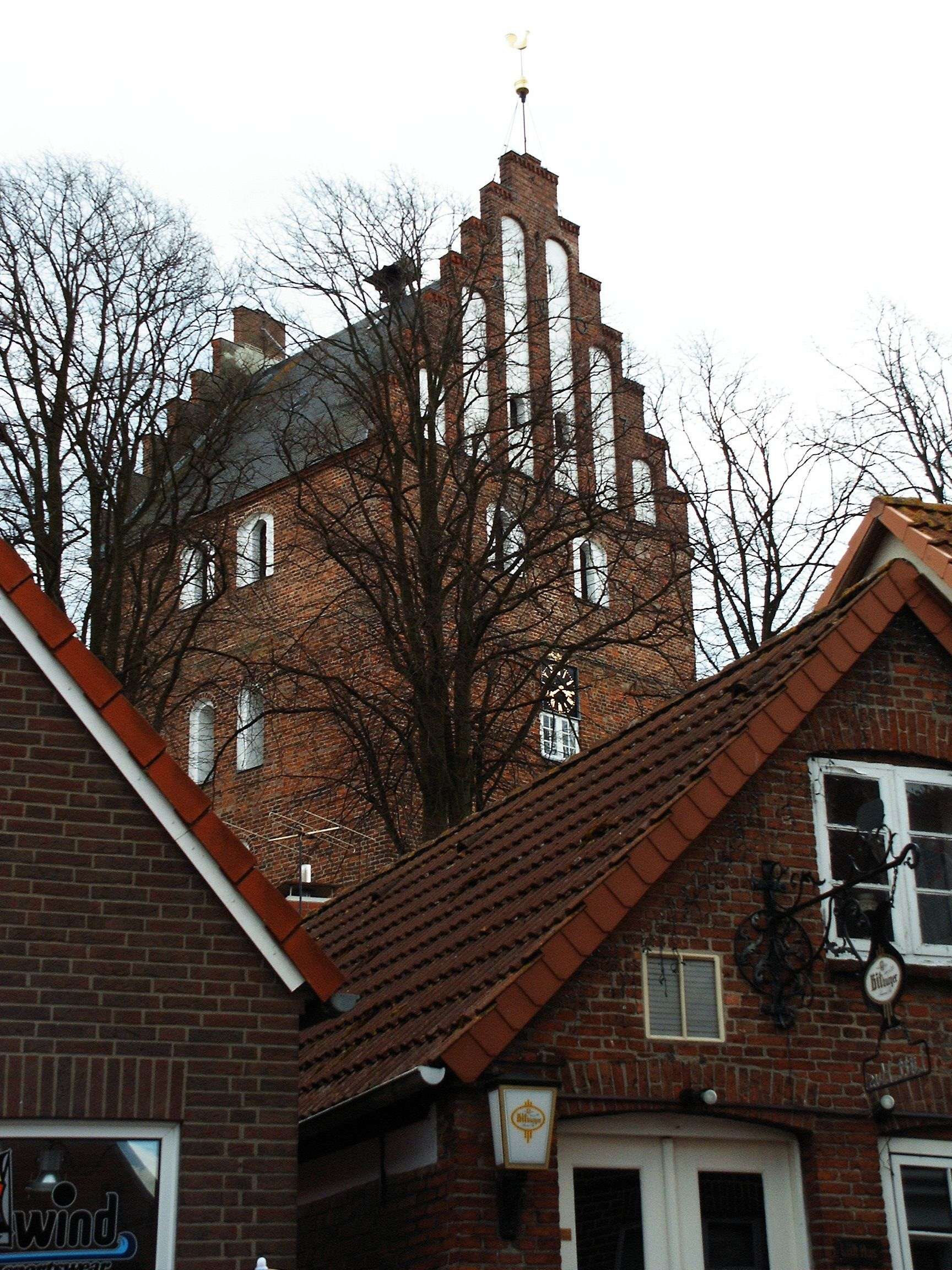
Kirchturm
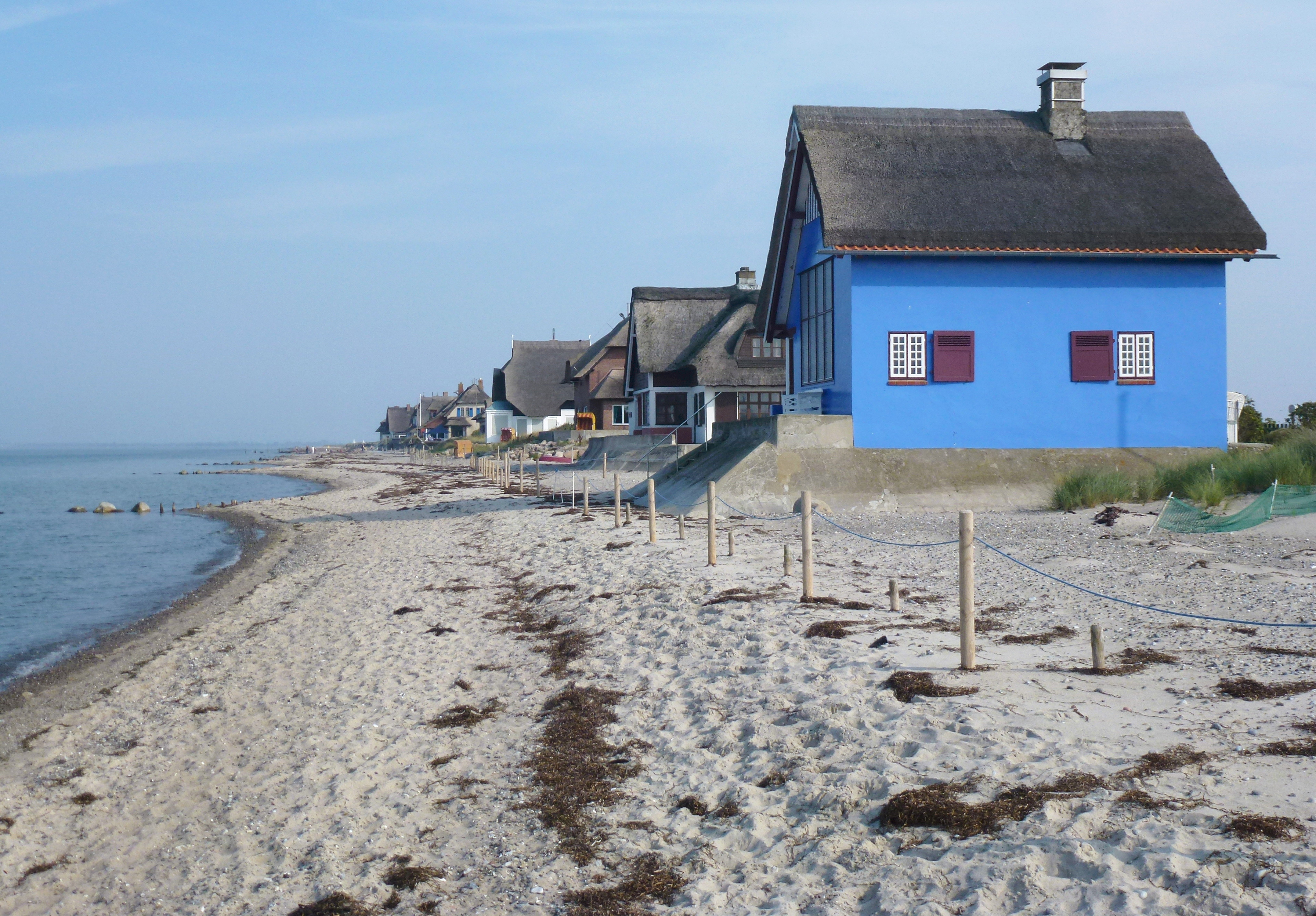
Historische Strandhäuser auf dem Graswarder
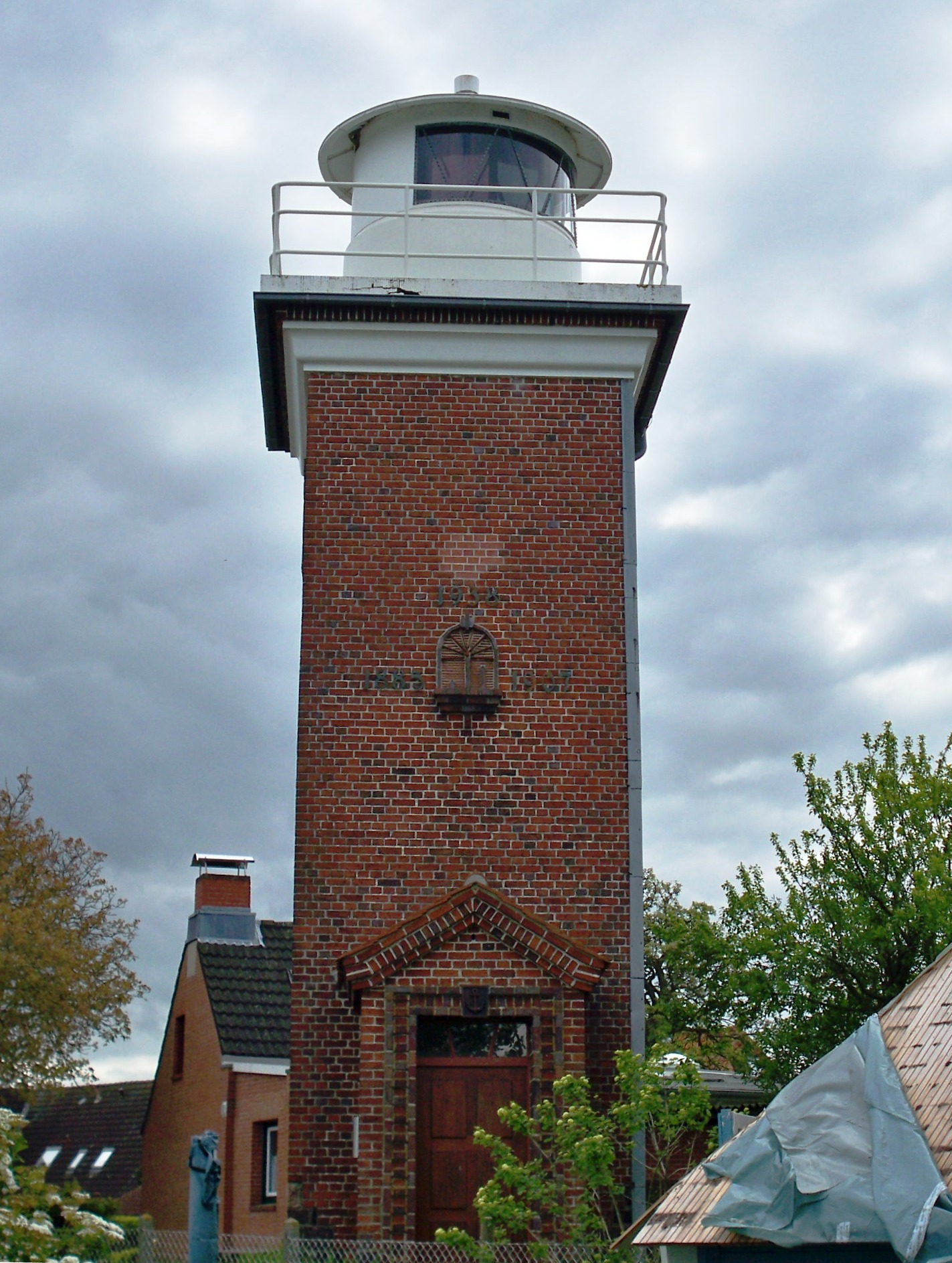
Leuchtturm Heiligenhafen im Ortsteil Strandhusen

Auf der Steilküste westlich der Stadt befindet sich das Leuchtfeuer Heiligenhafen, im Ortsteil Strandhusen der Leuchtturm Heiligenhafen.
Die 435 Meter lange Seebrücke Heiligenhafen wurde am 28. Juni 2012 freigegeben.

### Regelmäßige Veranstaltungen
Seit 1977 werden jährlich die zehntägigen „Hafenfesttage“ gefeiert. Seit 1982 findet auch das Musikfestival „Rock am Kirchberg“ im Rahmen der Hafenfesttage statt.

## Wirtschaft und Infrastruktur

### Schulen
- Allgemeinbildende Schulen
  - Theodor-Storm-Schule (Grundschule mit Förderzentrumsanteil), Friedrich-Ebert-Straße
 und Außenstelle in Großenbrode, Am Süderfeld (insgesamt 265 Schüler in 11 Klassen / 35 Betreute)
  - Warderschule (Gemeinschaftsschule), Sundweg (314 Schüler in 12 Klassen)

Schülerzahlen aus dem Schuljahr 2018/2019.
- Berufsbildende Schulen
  - Ameos-Institut-Nord, Friedrich-Ebert-Straße:
    - Schule für Pflegeberufe (43 Schüler in 3 Klassen)
    - Altenpflegeschule (9 Schüler in 2 Klassen)

Schülerzahlen aus dem Schuljahr 2018/2019.
- Sonstige Bildungseinrichtungen
  - Volkshochschule Heiligenhafen, Wittrockstraße
  - Stadtbücherei, Lauritz-Maßmann-Straße

### Kirchen und kirchliche Einrichtungen
- Stadtkirche (evang.-luth.), Kirchenstraße
- St. Ansgar (röm.-kath.), Kirchhofstraße
- Neuapostolische Kirche, Kirchhofstraße
- Freie evangelische Gemeinde (FeG), Hafenstraße
- Friedhof, Kirchhofstraße
- Diakonie-Sozialstation, Am Lindenhof
- evang.-luth. Kindergarten „Martin Luther“, Kurzer Kamp

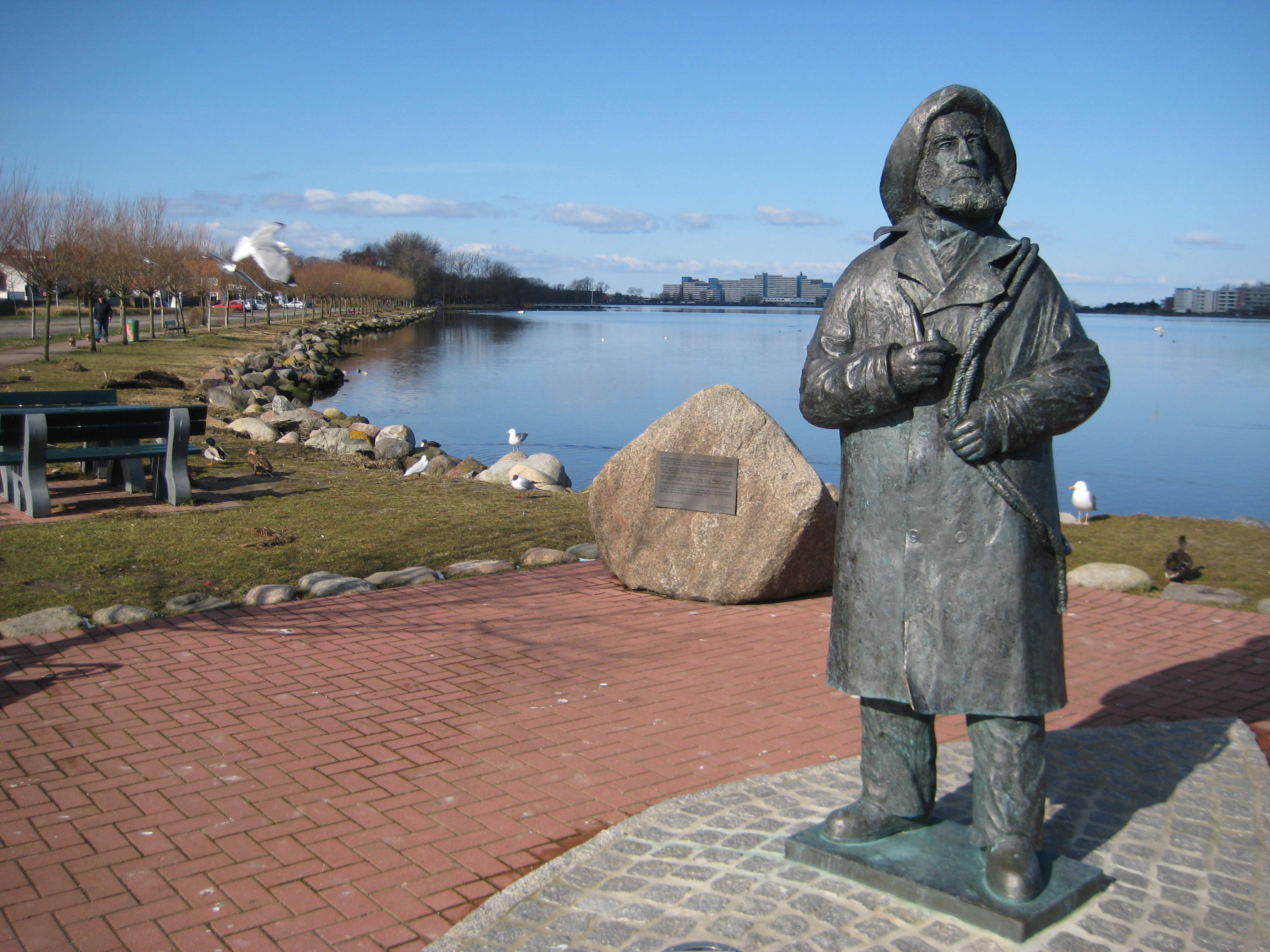
Denkmal für den Heiligenhafener Fischer Gottlieb Friedrich Stüben, der 1864 preußische Soldaten unter Xavier von Mellenthin an dänischen Kriegsschiffen vorbei durch den Fehmarnsund lotste, wodurch die dänischen Besatzer überrascht wurden

Heiligenhafen ist ein staatlich anerkanntes Seeheilbad und bis heute ein Fischereistandort. Außerdem gibt es mit dem Ameos Klinikum Heiligenhafen ein psychiatrisches Krankenhaus in der Stadt. Westlich des Stadtzentrums befindet sich ein Ferienpark, östlich die Fehmarnsundbrücke im Verlauf der Vogelfluglinie. Tourismus, Fischerei, Handel, Handwerk, die Klinik für Psychiatrie, Psychotherapie und Neurologie sowie verschiedene Banken und Behörden bestimmen heute die Beschäftigungsstruktur der Bevölkerung. Einige selbstständige Handwerksbetriebe, Schlachter und Bäcker haben aufgegeben. Ein neues Gewerbegebiet „Dührenkamp“ wurde 1998 im Osten der Stadt erschlossen. Ein interkommunales Gewerbegebiet zusammen mit der Stadt Oldenburg in Holstein, der Gemeinde Großenbrode, der Gemeinde Gremersdorf und der Stadt Heiligenhafen ist als weiterer Gewerbe- und Industriestandort in Planung. In Heiligenhafen befinden sich viele auf dänische Kunden spezialisierte Lebensmittelgroßgeschäfte, die vor allem ein im Vergleich zu Dänemark preisgünstiges Sortiment an alkoholischen Getränken verkaufen. Dies führt zu einem sogenannten „Versorgungstourismus“ – vornehmlich mit Bussen aus Skandinavien – auf den sich mittlerweile auch die deutschen Discounter eingestellt haben.

### Tourismus

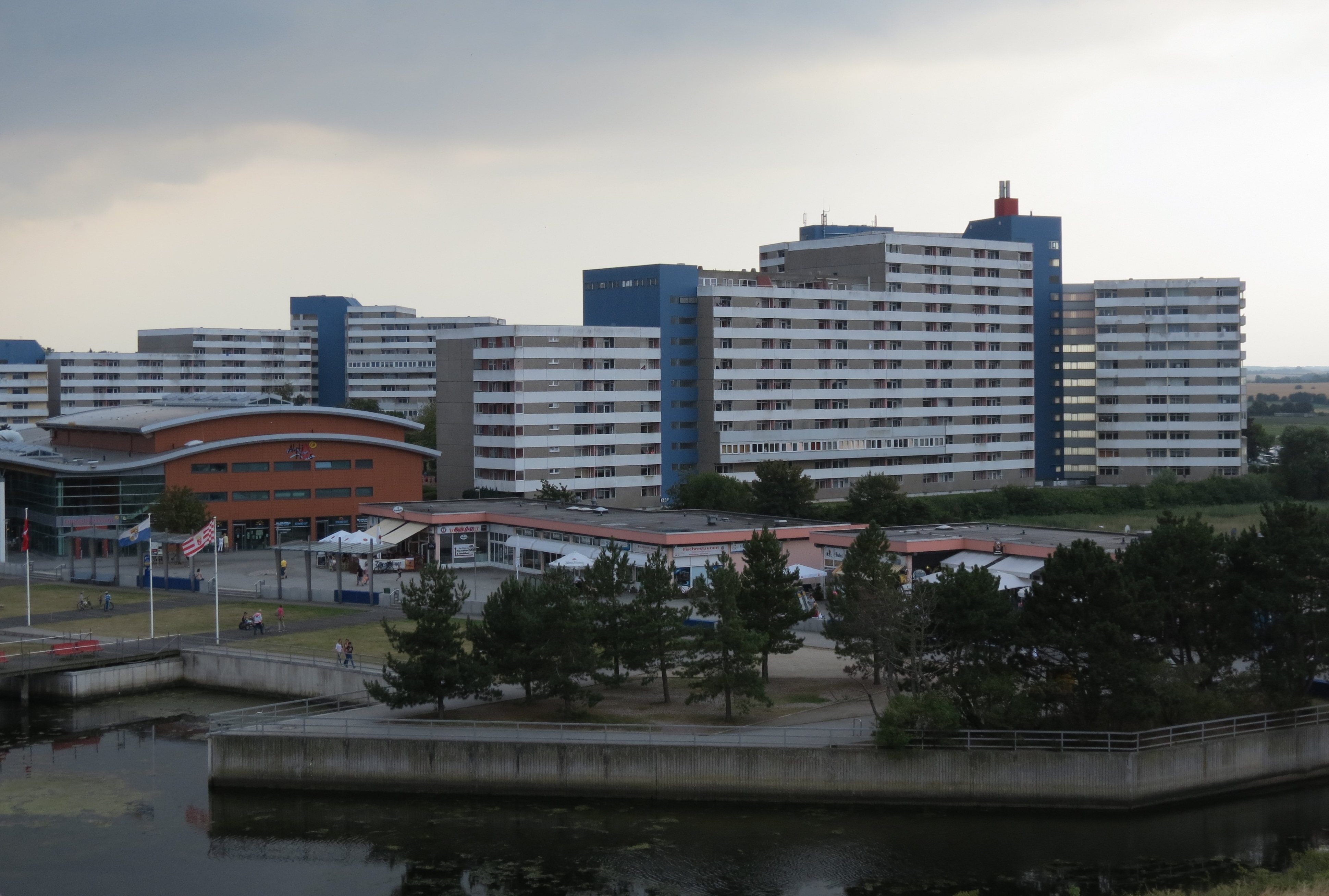
Ferienpark Heiligenhafen (Teilansicht)

Der Fremdenverkehr bildet eine der Haupterwerbsquellen in Heiligenhafen. Als Ende des 19. Jahrhunderts der Seehandel immer mehr an Bedeutung verlor, blieben als Erwerbsquellen im Wesentlichen die Landwirtschaft, das Handwerk und die Fischerei. Der Fremdenverkehr kam 1872 hinzu. 1895 wurde die „Deutsche Badegesellschaft Heiligenhafen“ gegründet, die von der Stadt auf 100 Jahre den gesamten Küstenstreifen vom Hohen Ufer bis zur Ostspitze des Graswarders pachtete. Sie versuchte, den Tourismus in Heiligenhafen zu beleben. Dies gelang jedoch nur bis 1914. Danach hatte die Gesellschaft praktisch aufgehört zu existieren. Erst nach dem Zweiten Weltkrieg erfolgte ein bis zum heutigen Tag kontinuierlicher Ausbau des Seebades.
Von 1969 bis 1972 entstand im Westen außerhalb der Ortslage und in unmittelbarer Strandnähe ein Ferienpark mit rund 1700 Appartements. In diesem Gebiet befinden sich heute Freizeiteinrichtungen wie ein Reha-Zentrum, ein Wellness-Zentrum, Kinderspielplätze, Tennisplätze, ein Kino sowie Kegel- und Bowling-Bahnen und ein Musik- und Veranstaltungspavillon mit 200 Sitzplätzen. Im Bereich des Hauptbadestrandes ist ein Erlebnisbereich (Grillplatz, Veranstaltungsbühne, Beach-Volleyball, Bolzplatz, Boule-Bahn, Skater-Anlage, Spielplätze) geschaffen worden. Der Reeder Willy Freter (1921–1997) begann 1960 mit der Seetouristik in Heiligenhafen und setzte in den 1970er Jahren bis zu 11 Schiffe für Ausflug-, Angel- und Butterfahrten nach Rödbyhavn in Dänemark ein. Nach ihm ist im Hafen ein Platz benannt.
In den letzten Jahren hat die Stadt 35 Millionen Euro in die Infrastruktur investiert. Das Hallenbad wurde durch das „Aktiv-Hus“ ersetzt. Gleich zwei neue Promenaden gibt es entlang des Binnensees sowie an Yacht- und Fischereihafen. Ein neu geschaffener Anlaufpunkt ist die 2013 eröffnete Seebrücke. In deren Umfeld entstanden zwei neue Hotels und Ferienwohnungen.
Auch an die Belange behinderter und älterer Menschen wurde durch einen behindertengerechten Badesteg, einen rollstuhlgerechten Strandweg und entsprechende Spielgeräte gedacht.
In der Nähe zur Innenstadt befindet sich ein Yachthafen mit rund 1000 Liegeplätzen verteilt auf 15 Bootsstege. Bis zu 18.000 Gastlieger kommen im Jahr.

### Medien

Zeitungskopf der Zeitung Heiligenhafener Post (2023)

Im Jahre 1884 gründete Johann Eggers die Heiligenhafer Post. Jahrzehnte war die Redaktion und die Druckerei in Heiligenhafen. Sie wurde vom Fehmarnschen Tageblatt übernommen.

### Rettungsstation der DGzRS
Die Deutsche Gesellschaft zur Rettung Schiffbrüchiger (DGzRS) ist seit 1972 wieder mit einer Rettungsstation für die Seenotrettung im Hafen präsent und hat dazu ein Seenotrettungsboot stationiert.

### Fotogalerie

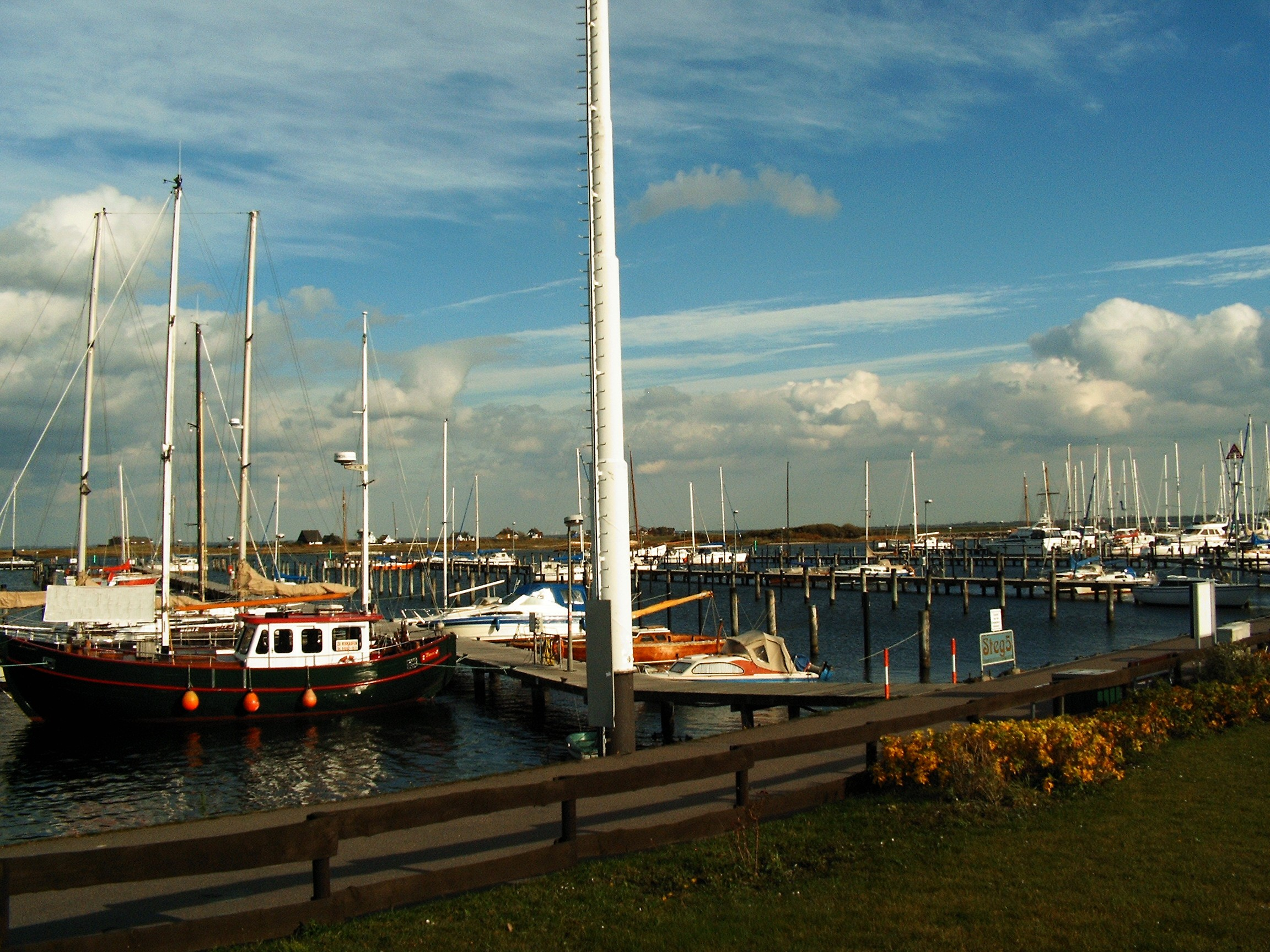
Yachthafen mit Blick auf den Graswarder
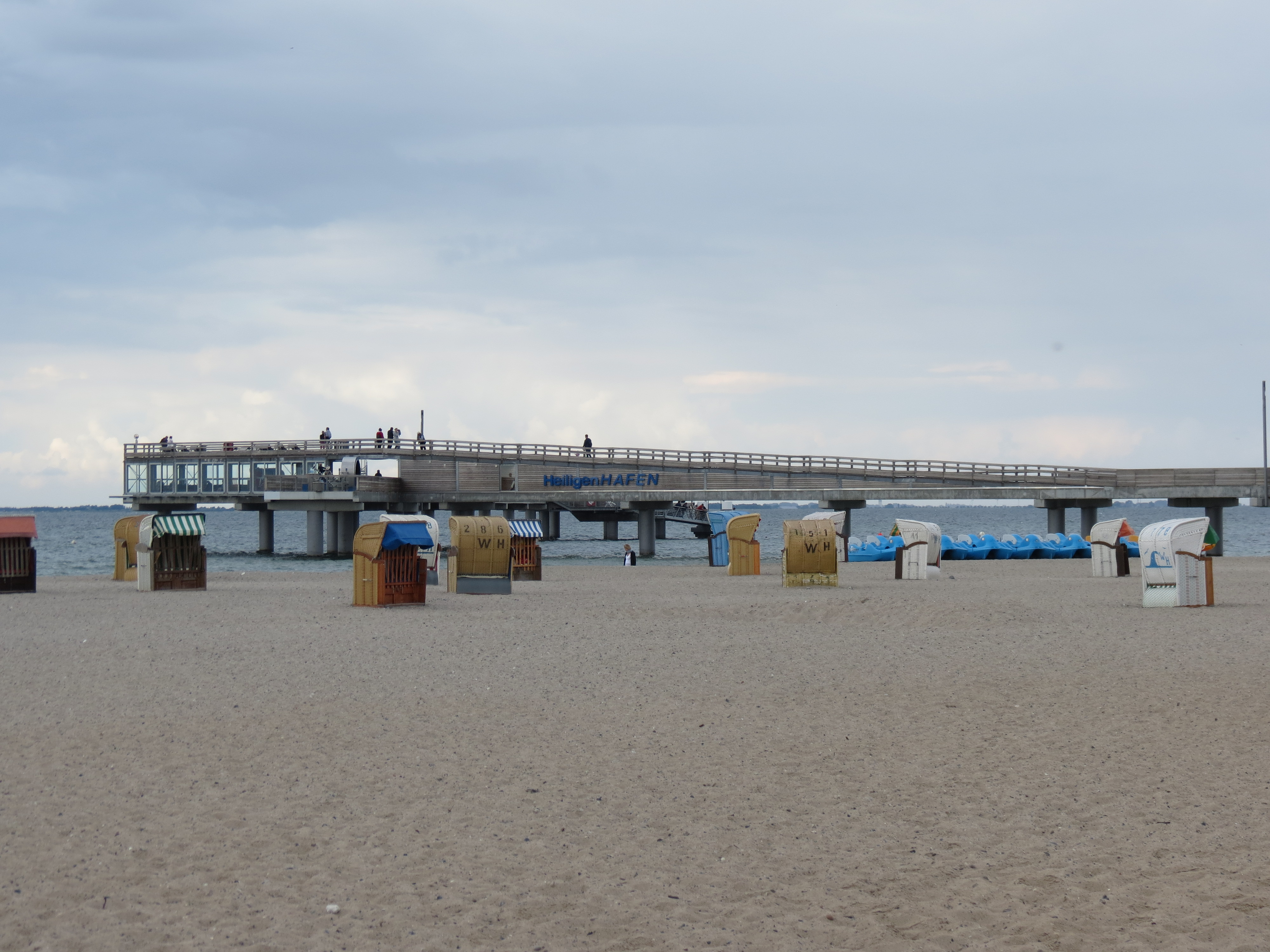
Seebrücke
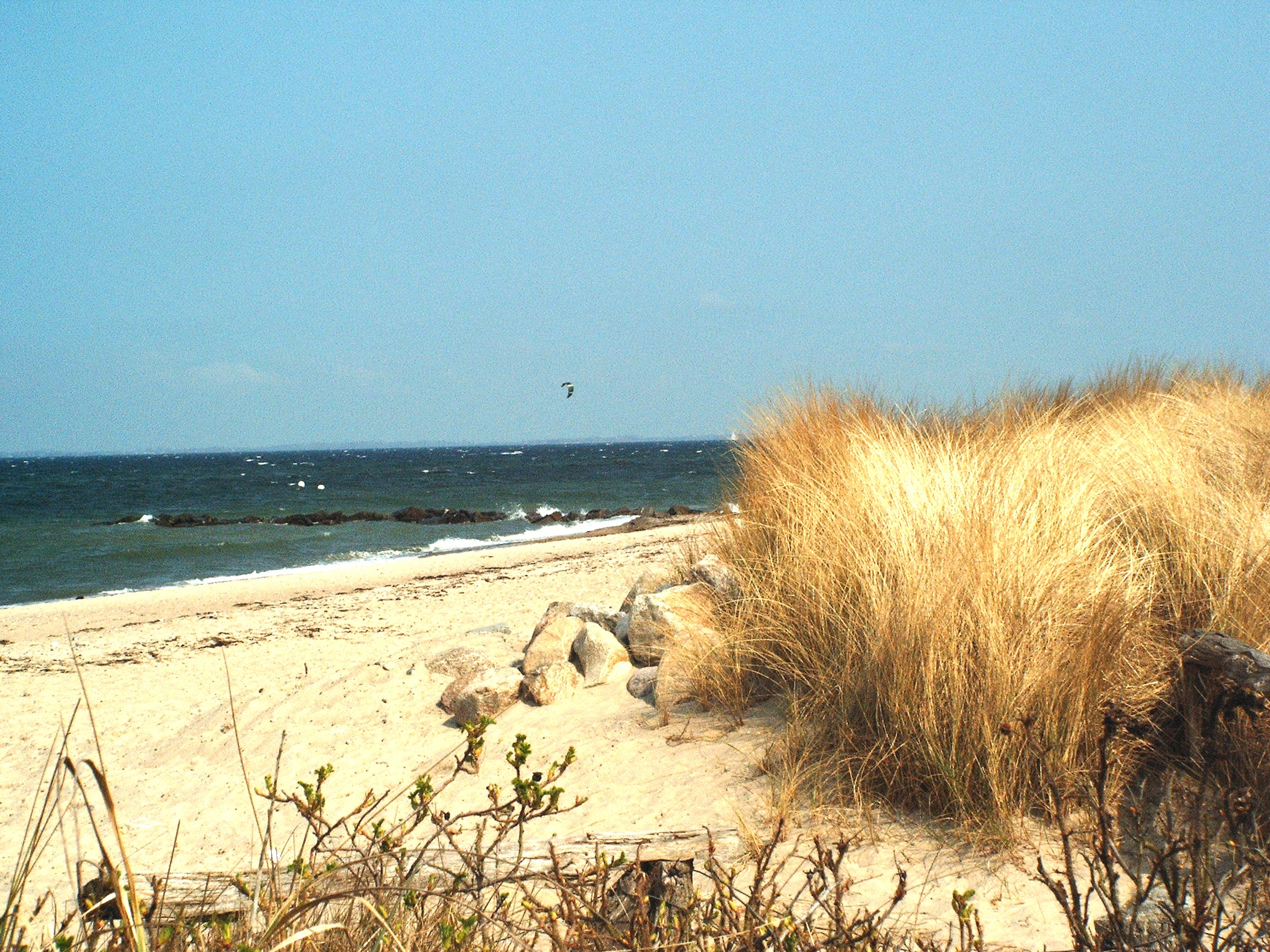
Strand am Steinwarder
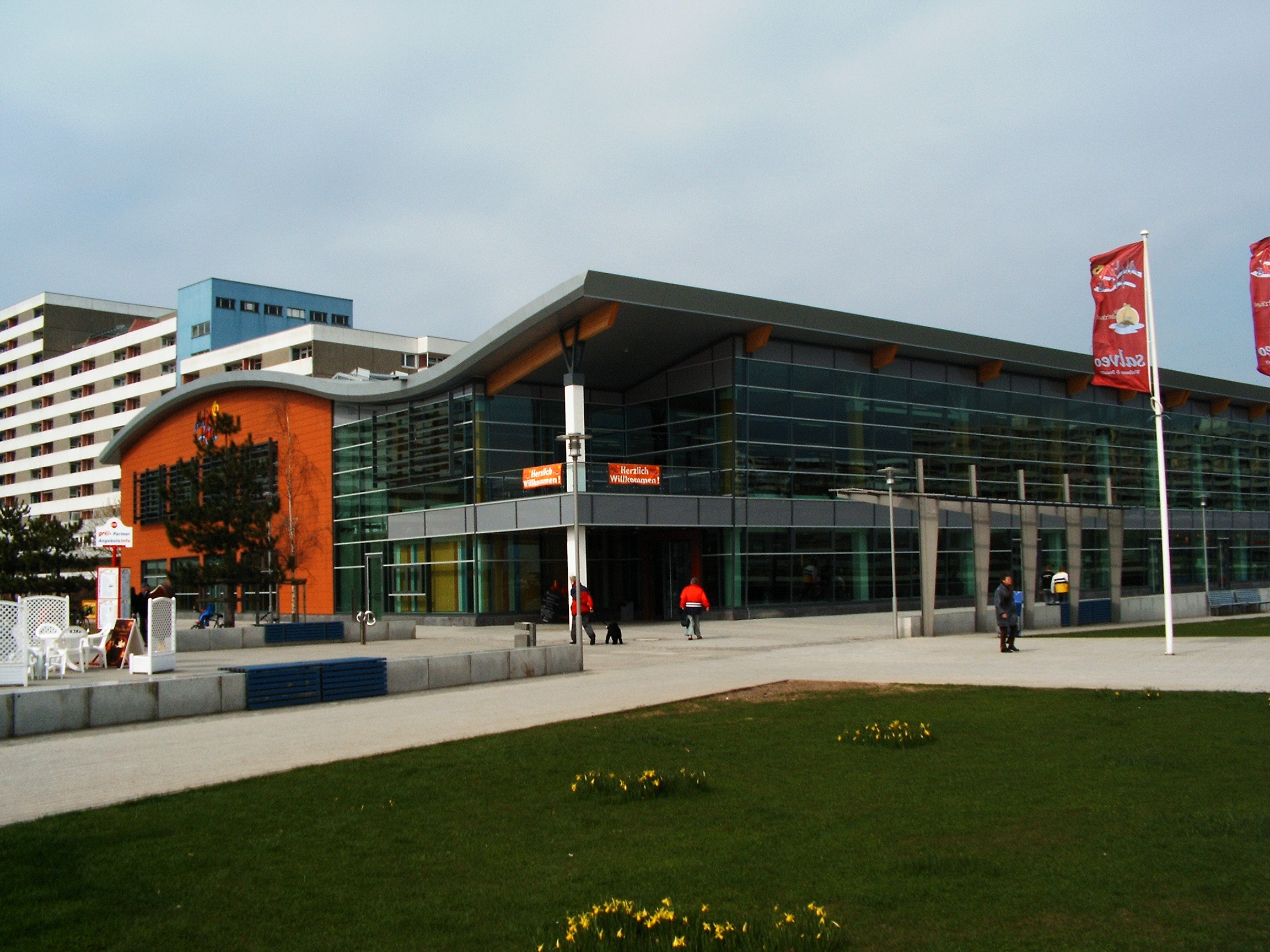
Aktiv-Hus
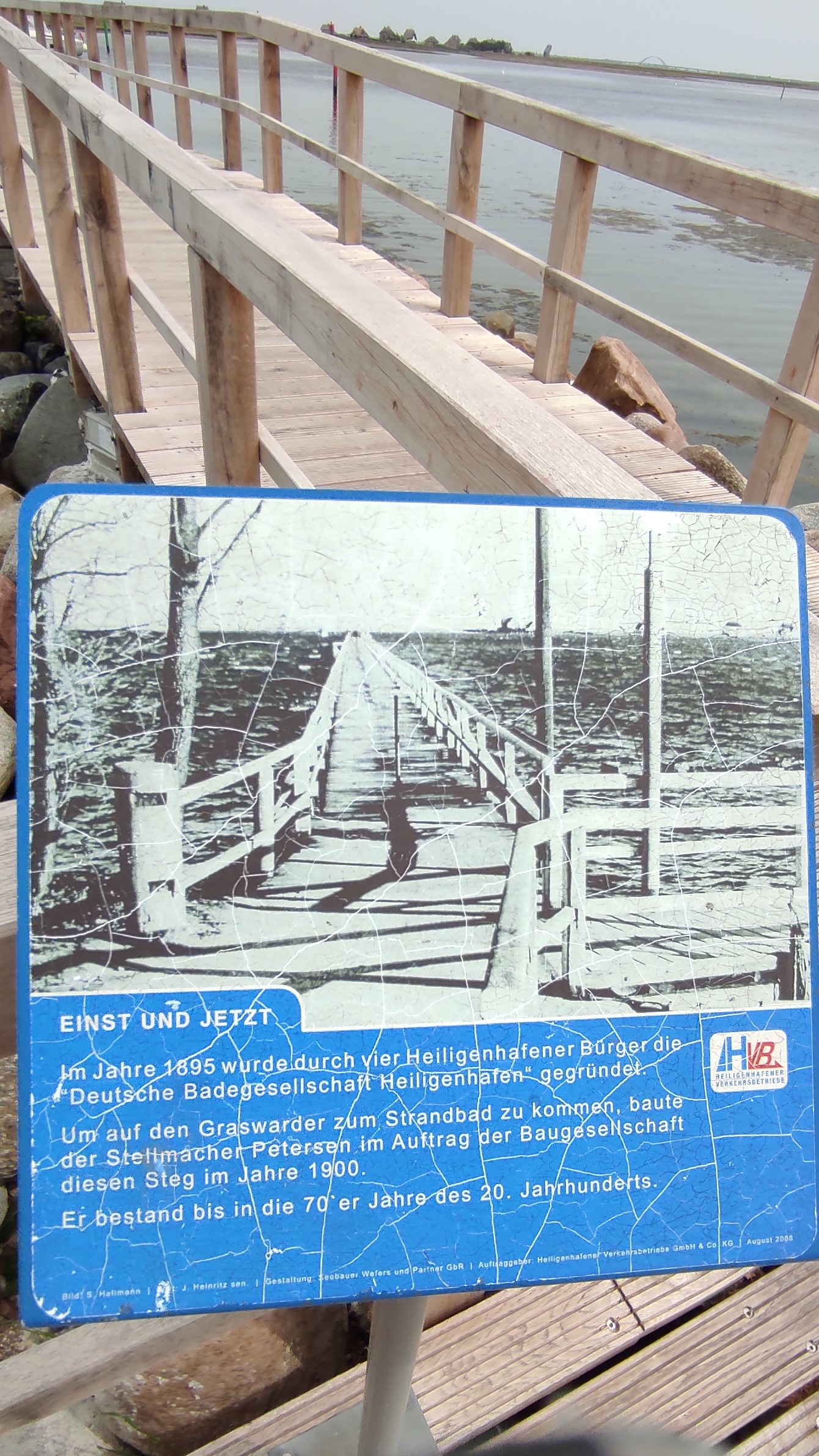
Am Hafen wird an die frühere Warderbrücke (1900–1970) erinnert
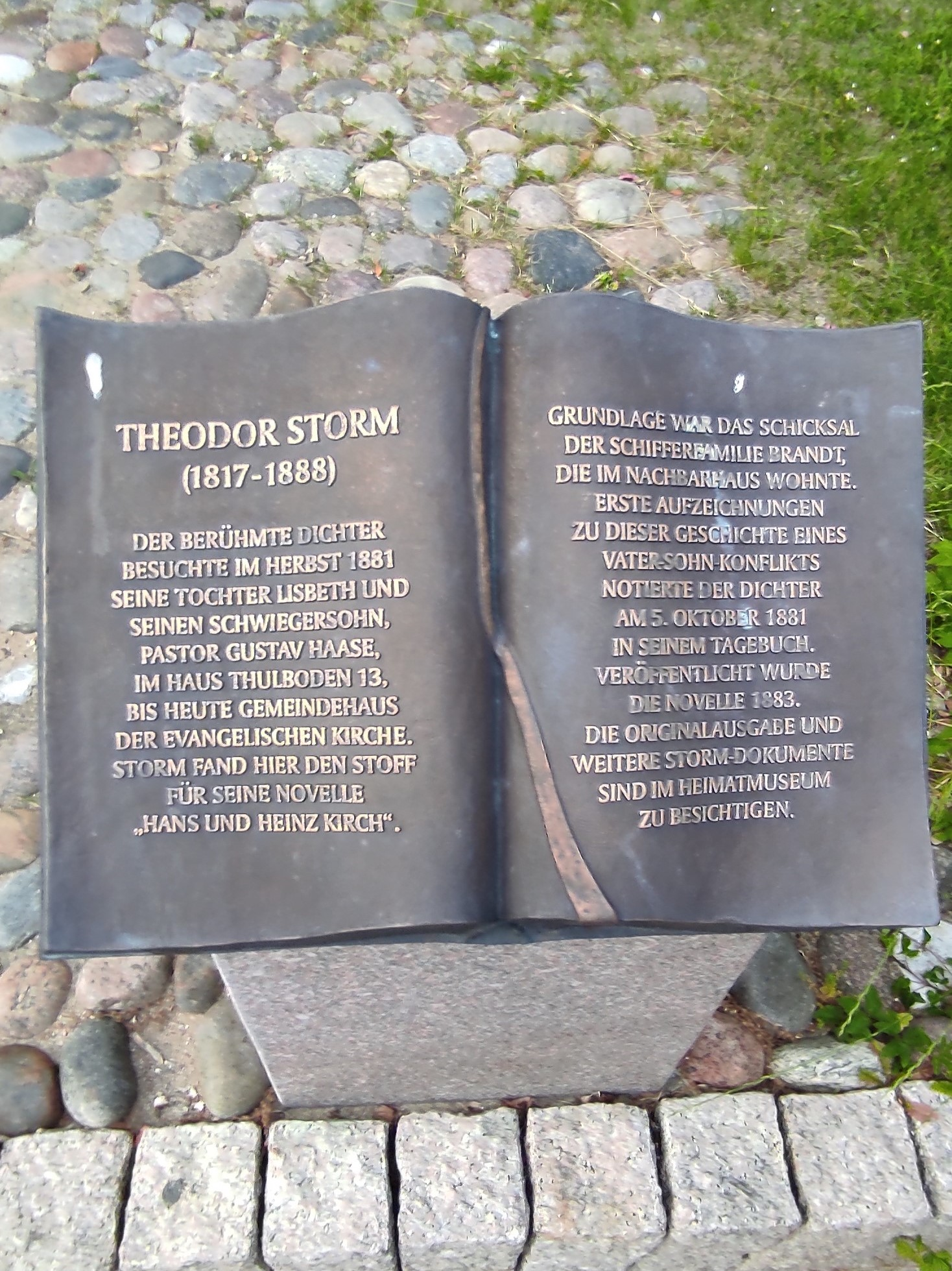
Gedenktafel für Theodor Storm im Thulboden 13

## Verkehr

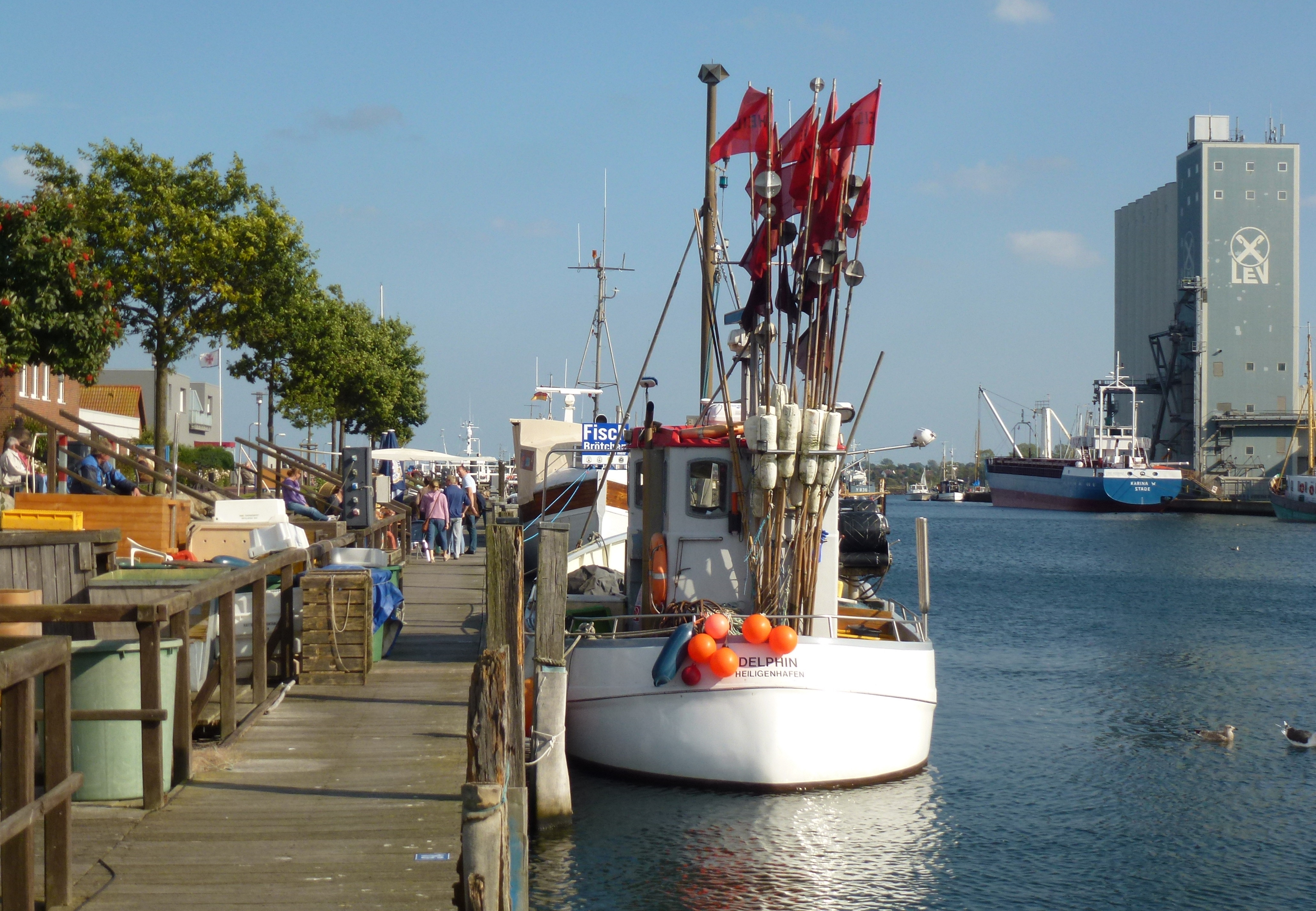
Hafen

### Straßenverkehr
Heiligenhafen befindet sich am Endpunkt der Bundesautobahn 1 (Anschlussstelle Heiligenhafen-Ost), von wo aus zwei Bundesstraßen (B207 und B501) in unterschiedliche Richtungen weiterführen. Eine weitere Anschlussstelle befindet sich an der Auffahrt „Heiligenhafen-Mitte“. Im weiteren Verlauf soll die an die A 1 anschließende B 207 Richtung Fehmarn und Dänemark als Hinterlandanbindung der geplanten Festen Fehmarnbelt-Querung vierstreifig ausgebaut werden. Entlang der A 1 / B 207 verläuft die Europastraße 47 über die „Vogelfluglinie“, die nach etwa 25 km den Fährhafen Puttgarden am Fehmarnbelt erreicht.

### Busverkehr
In Heiligenhafen verkehren mehrere Überlandbuslinien, die von der Norddeutsche Verkehrsbetriebe GmbH betrieben werden:
| Linie    | Linienverlauf | Taktung in Minuten                                                                                                  |
| -------- | --- | --- |
| 1        | (Stadtverkehr Heiligenhafen) Ortmühle, Ort – Heiligenhafen, Rugenbarg, Heiligenhafen, Theodor-Storm-Schule – Heiligenhafen, Friedhof – Heiligenhafen, Wilhelmsplatz, Heiligenhafen, Steinwarder | Mo bis Fr alle 60 Sa, So und Feiertage alle 120                                                                     |
| 570      | Heiligenhafen, Wilhelmsplatz – Heiligenhafen, Ortmühlenweg – Klaustorf – Neukirchen, ZOB – Heringsdorf – Göhl – Oldenburg(Holst) – Berufsschule – Oldenburg(Holst), Markt – Oldenburg(Holst), ZOB/Bahnhof | Mo bis Fr alle 60 Sa, So und Feiertage alle 120                                                                     |
| 574      | Heiligenhafen, Wilhelmsplatz – Heiligenhafen, Ortmühlenweg – Klaustorf – Neukirchen, ZOB – Neuseegalendorf – Giddendorf – Goddersdorf – Kraksdorf, Ortsmitte – Siggen – Süssau – Heringsdorf – Rellin – Göhl – Oldenburg(Holst), Berufsschule – Oldenburg(Host), Wagrinenschule – Oldenburg(Holst), Markt                                                                             | Verkehrt unregelmäßig nur an Schultagen                                                                             |
| 576      | (Heiligenhafen, Warderschule) – Heiligenhafen, Wilhelmsplatz – Heiligenhafen, Stadtpark – Dazendorf – Teschendorf – Techlewitz – Altgalendorf – Kröß – Jahnshof – Oldenburg(Holst), Markt – Oldenburg(Holst), ZOB/Bahnhof | Verkehrt unregelmäßig nur an Schultagen                                                                             |
| 577      | Heiligenhafen, Warderschule – Heiligenhafen, Wilhelmsplatz – Heiligenhafen, Stadtpark – Heiligenhafen, Am Sackenkamp – Dazendorf – Gremersdorf – Seegalendorf – Giddendorf – Jahnshof – Kröß – Altgalendorf – Techlewitz – Teschendorf – Dazendorf – Sulsdorf – Neuratjensdorf – Rossee – Gremersdorf, Siedlung – Gremersdorf, Schule                                                 | Verkehrt unregelmäßig nur an Schultagen                                                                             |
| 580      | Heiligenhafen, Ferienpark/Spielplatz – Heiligenhafen, Ferienpark/Aktiv-Hus – Heiligenhafen, Fachklinik – Heiligenhafen, Theodor-Storm-Schule – Heiligenhafen, Friedhof – Heiligenhafen, Wilhelmsplatz – Heiligenhafen, Stadtpark – Heiligenhafen, Bergstr./Feldstr. – Gremersdorf – Oldenburg(Holst), Burgtorstr. – Oldenburg(Holst), Markt – Oldenburg(Holst), ZOB/Bahnhof           | Mo bis Fr alle 60 Sa, So und Feiertage alle 120                                                                     |
| 588 ALFA | Heiligenhafen, Ferienpark/Spielplatz – Heiligenhafen, Ferienpark/Aktiv-Hus – Heiligenhafen, Fachklinik – Heiligenhafen, Wilhelmsplatz – Heiligenhafen, Famila – Lütjenbrode – Süttel – Löhrstorf – Neukirchen – Kraksdorf – Siggen – Süssau – Rosenfelde – Augustenhof – Göhl – Oldenburg(Holst), Amtsgericht – Oldenburg(Holst), Markt – Oldenburg(Holst), ZOB/Bahnhof               | verkehrt nur in den Sommerferien bei telefonischer Voranmeldung                                                     |
| 590      | Heiligenhafen, Wilhelmsplatz – Heiligenhafen, Ortmühlenweg – Starndhusen – Lütjenbrode – Großenbrode, Bahnhof – Großenbrode, Südstrand – Großenbrode, Dorfteich – (Großenbrode, Rathaus) – Fehmarn, Hochfelder Mühle – Landkirchen – Burg auf Fehmarn, Amalienhof – Burg auf Fehmarn, Bahnhof – Burg auf Fehmarn, Stadtpark – Burg auf Fehmarn, Markt – Burg auf Fehmarn, Inselschule | Mo bis Fr alle 60 Sa, So und Feiertage alle 60 zwischen Heiligenhafen und Großenbrode und alle 120 min nach Fehmarn |

Seit August 2024 ist der ÖPNV im Stadtgebiet von Heiligenhafen kostenlos. Die Kostenfreiheit soll zunächst bis Ende 2025 gelten.

### Schienenverkehr
Die Kreis Oldenburger Eisenbahn verlängerte die 1881 eröffnete Eisenbahnstrecke von Neustadt i.H. bis Oldenburg i.H. am 17. Januar 1898 über Lütjenbrode nach Heiligenhafen. Das eigens eingerichtete ehemals kleinste Bahnbetriebswerk Heiligenhafen der Deutschen Bundesbahn bestand bis 1963 als selbständige Dienststelle. 1983 wurde die Eisenbahnstrecke zwischen Lütjenbrode und Heiligenhafen stillgelegt. Die Gleise wurden demontiert, die Strecke ist zum Teil überbaut und dient bis Ortmühle heute als Bahnradweg.
Anschluss an den Regionalverkehr bestand seither am Bahnhof Großenbrode an der Bahnstrecke Lübeck–Puttgarden, Züge des Fernverkehrs waren in der Kreisstadt Oldenburg erreichbar. Seit dem 31. August 2022 ist der Schienenverkehr zu diesen beiden Bahnhöfen vorerst eingestellt. Im Zuge der anstehenden Neutrassierung der Bahnstrecke Lübeck–Puttgarden soll Heiligenhafen einen gemeinsamen Bahnhof mit Großenbrode an der neuen Strecke erhalten.

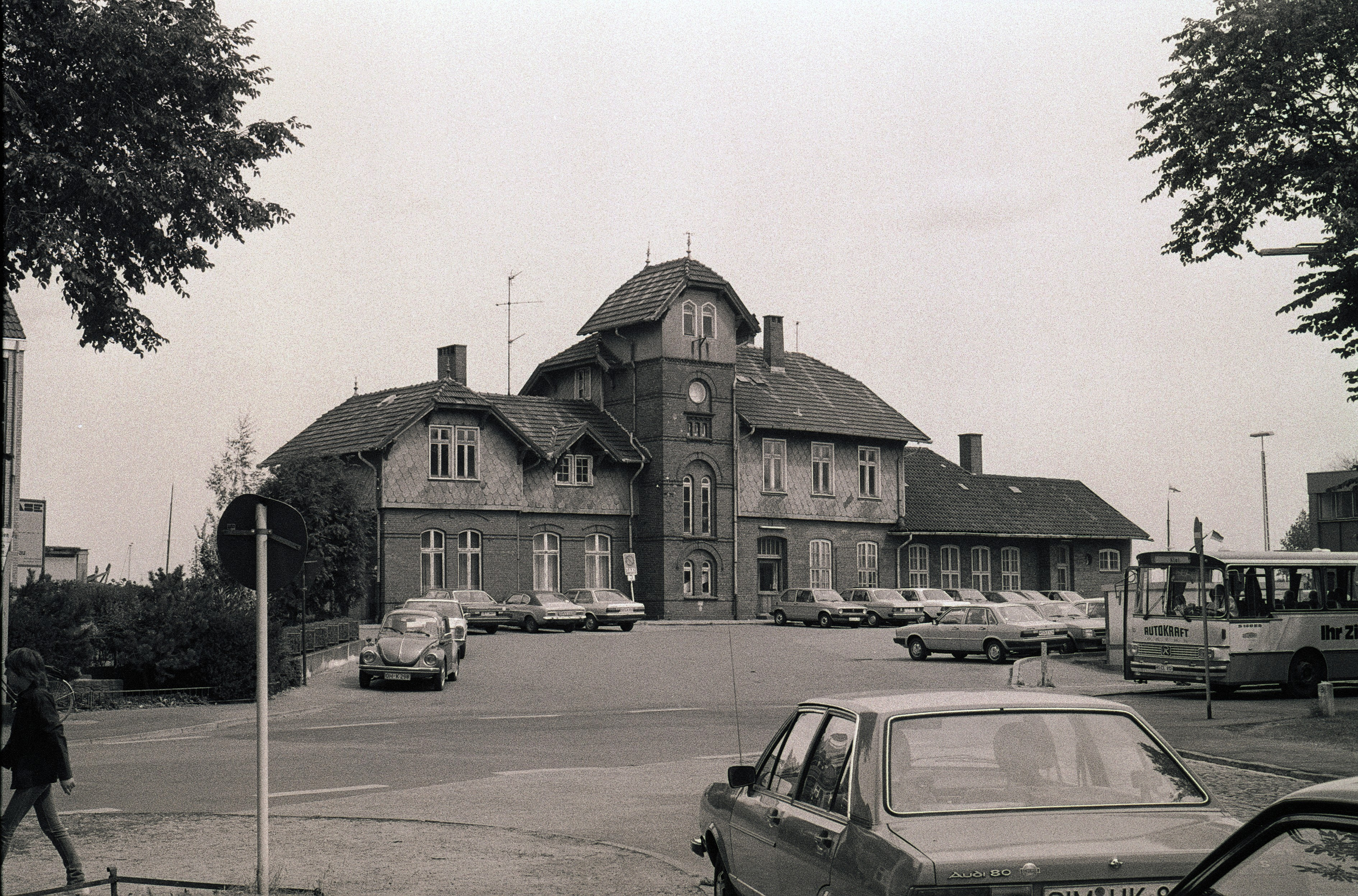
Bahnhof Straßenseite (1983)
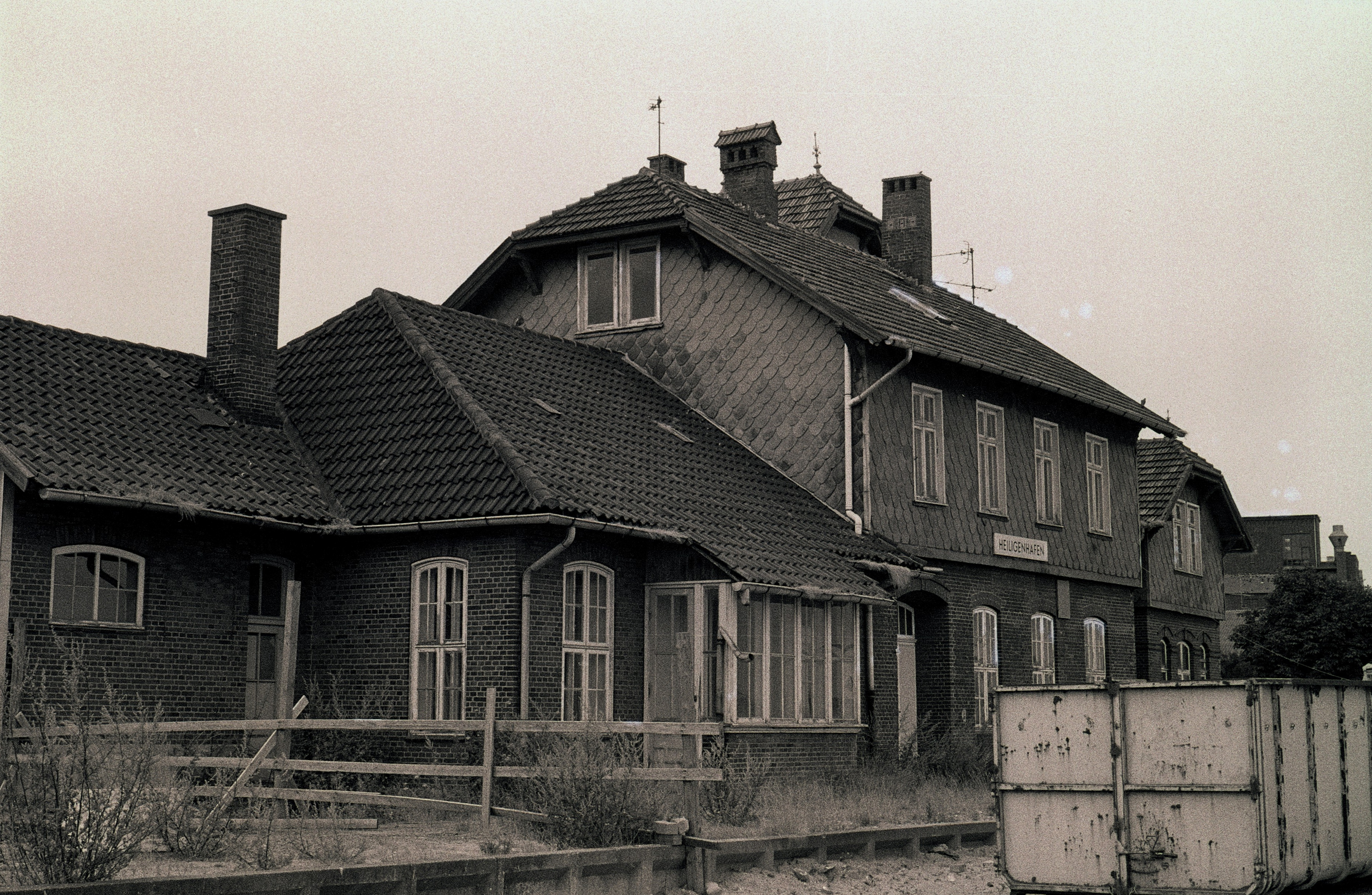
Stillgelegter Bahnhof, bereits ohne Gleise (1983)

## Persönlichkeiten

### In Heiligenhafen geboren
- Johann Badendorp († 1517), Ratssekretär der Hansestadt Lübeck
- Moritz Hartmann (1657–1695), Schiffsoffizier
- Eugen Petersen (1836–1919), Archäologe
- Wilhelm Jensen (1837–1911), Lyriker und Schriftsteller
- Hinrich Nissen (1862–1943), Windjammer-Kapitän der Hamburger F. Laeisz Reederei
- Hans Ludwig Moraht (1879–1945), Diplomat, deutscher Gesandter in Estland, Litauen und Uruguay, Sondergesandter auf dem Balkan
- Heinrich Beberniß (1894–1985), Maler
- Gerhard Poppendiecker (1937–2024), Politiker (SPD)
- Rüdiger Vahldieck (1951–2011), Elektroingenieur und Professor
- Holger Bodendorf (* 1967), Koch, mit einem Stern im Guide Michelin ausgezeichnet

### Mit Heiligenhafen verbunden
- Hermannus de Sancto Portu (13. Jahrhundert), Verfasser des Kräuterbuches Herbarius Communis (19. März 1284), Magister der Medizin, Reisebegleiter von Johann I. und Gerhard I. von Holstein
- Carl Nicolaus Kähler (1804–1871), evangelisch-lutherischer Pastor, Pädagoge, und Heimatforscher, war 1830–1839 Rector an der Bürgerschule und Diakonus an der Stadtkirche.
- Theodor Storm (1817–1888), Jurist und Schriftsteller, wurde durch einen Aufenthalt in Heiligenhafen 1881 zur Novelle Hans und Heinz Kirch inspiriert, deren Schauplatz hier angesiedelt ist.
- Fritz Graßhoff (1913–1997), Zeichner, Maler und Schriftsteller, war nach dem Krieg hier interniert und schrieb 1945 Das Heiligenhafener Sternsingerspiel.
- Rainer Jarchow (* 1941), Initiator einer deutschen AIDS-Hilfsorganisation, war hier drei Jahre Pastor
- Torsten Albig (* 1963), ehemaliger Ministerpräsident des Landes Schleswig-Holstein (SPD), Kindheit in Heiligenhafen
- Timo Gaarz (* 1977), Politiker (CDU), Landrat des Kreises Ostholstein